# Ґжеґоцький Мечислав Йосифович
Мечислав Йосифович Ґжеґоцький (27 липня 1932, с. Підліски Львівської обл. — 19 серпня 1996, м. Львів) — радянський та український гігієніст. Доктор медичних наук (1970), професор (1973), завідувач кафедри гігієни праці з курсом комунальної гігієни (1972–1987), декан санітарно-гігієнічного факультету Львівського медичного інституту (1978–1981).

## Життєпис і наукова діяльність
Закінчив санітарно-гігієнічний факультет Львівського медичного інституту (1957).
Працював: головний державний санітарний лікар м. Червоноград Львівської обл. (1957–1961); аспірант кафедри загальної гігієни (1961–1964); старший науковий співпрацівник ЦНДЛ (1964–1969); доцент (1969–1972) кафедри загальної гігієни; завідувач і організатор (1972–1987) кафедри гігієни праці з курсом комунальної гігієни; професор (1987–1996) кафедри комунальної гігієни та гігієни праці; декан санітарно-гігієнічного факультету (1978–1981); засновник і перший керівник (1987) лабораторії промислової токсикології Львівського медичного університету.
Кандидат медичних наук (1965), старший науковий співпрацівник (1966), доцент (1970), доктор медичних наук (1970), професор (1973).
Напрями наукових досліджень: гігієна застосування і токсикологія пестицидів; нормування пестицидів у повітрі робочої зони за умов сільськогосподарського виробництва; опрацювання методів індикації пестицидів у довкіллі; вивчення впливу пестицидів на організм людини і довкілля.
Автор близько 300 наукових і навчально-методичних праць, серед них 4 авторські свідоцтва на винаходи, близько 100 гігієнічних нормативів вмісту пестицидів у різних середовищах, 2 монографії.
Підготував 11 кандидатів наук.

## Праці
Основні праці:
- Загрязнение рудничного воздуха тупиковых забоев шахт Львовско-Волынского угольного бассейна взрывными газами (окисью углерода и двуокисью азота) и их влияние на организм рабочих (канд. дис.). Львів, 1965;
- Определение малых количеств хлорорганических ядохимикатов в биологических субстратах. Лаб Дело 1967, № 5 (співавт.);
- Гигиеническая и токсикологическая характеристика хлорсодержащих гербицидов корневого действия (докт. дис.). Львів, 1970;
- Экспериментальные данные по токсичности трихлорпропионитрила (ТХП). В кн.: Гигиена и токсикология пестицидов и клиника отравлений. Київ, 1966, Вып. 4;
- О токсичности хлорорганического гербицида натриевой соли трихлоуксусной кислоты. Гигиена Санитария 1967, № 1 (співавт.);
- Изменения в периферической крови при остром и хроническом воздействии противозлаковых гербицидов корневого действия. Гигиена Труда Проф Забол 1968 № 12;
- Гіґієна праці в лісозаготівельній та деревообробній промисловості (монографія). Київ, Здоров'я, 1980 (співавт.);
- Гіґієна праці і харчування робітників нафтодобувної промисловості (монографія). Київ, Здоров'я, 1983 (співавт.).